# Megaselia obscura
Megaselia obscura är en tvåvingeart som först beskrevs av Charles Thomas Brues 1904.  Megaselia obscura ingår i släktet Megaselia och familjen puckelflugor. Inga underarter finns listade i Catalogue of Life.